# 島根県道296号川本美郷線
島根県道296号川本美郷線（しまねけんどう296ごう かわもとみさとせん）は、島根県邑智郡川本町から邑智郡美郷町に至る一般県道である。

## 概要
邑智郡川本町大字川本から邑智郡美郷町長藤に至る。

### 路線データ
- 起点：島根県邑智郡川本町大字川本（島根県道31号仁摩邑南線交点）
- 終点：島根県邑智郡美郷町長藤（国道375号交点）
- 冬期閉鎖区間：島根県邑智郡川本町大字川本 - 邑智郡美郷町都賀行間（4.5 km、12月15日 - 翌年3月15日）

## 歴史
- 1995年（平成7年）4月4日 - 島根県告示第341号により島根県道296号川本大和線として認定される[1]。

前身は川本町道と大和村道である。
- 2004年（平成16年）10月1日 - 邑智郡の邑智町と大和村が対等合併して邑智郡美郷町が成立したことにより終点の地名表記が変更される（邑智郡大和村長藤→邑智郡美郷町長藤）。
- 2006年（平成18年）3月31日 - 島根県告示第371号により現行の路線名称に変更される[1]。

## 路線状況

### 道路施設

#### 橋梁
- 都賀行（つがゆき）橋（江の川、邑智郡美郷町都賀行 - 邑智郡美郷町長藤）

## 地理

### 通過する自治体
- 島根県
  - 邑智郡川本町 - 邑智郡美郷町

### 交差する道路
| 交差する道路           | 市町村名 | 市町村名 | 交差する場所 | 交差する場所 |
| ---------------------- | -------- | -------- | ------------ | ------------ |
| 島根県道31号仁摩邑南線 | 邑智郡   | 川本町   | 大字川本     | 起点         |
| 国道375号              | 邑智郡   | 美郷町   | 長藤         | 終点         |

### 沿線
- 美郷町役場都賀行（つがゆき）交流センター
- JR西日本三江線 石見松原駅（廃駅）
- 江の川